# Chrześcijaństwo
Chrześcijaństwo (gr. Χριστιανισμóς, Christianismós, łac. Christianitas), chrystianizm – religia monoteistyczna zaliczana do grupy abrahamicznej. Powstała w I wieku n.e. w Azji Zachodniej, na terenie Judei, wówczas podlegającej Cesarstwu Rzymskiemu. Religię tę założył Jezus z Nazaretu, przez wyznawców nazwany Chrystusem, ponieważ uznano go za mesjasza przepowiedzianego w Biblii hebrajskiej, przez chrześcijan nazywanej Starym Testamentem. Życie i nauczanie Jezusa spisano w Ewangeliach; te oraz inne pisma Nowego Testamentu włączono do Biblii. Przez chrześcijan jest uznawana za Słowo Boże – jego główną część lub całość. Poszczególne wyznania chrześcijańskie zwykle nazywają się Kościołami; różnią się poglądami m.in. na kanon Biblii – to, które pisma są natchnione, a które są jedynie apokryfami.
Większość wyznań chrześcijańskich wierzy w:
- Trójcę Świętą – jedność Boga w trzech osobach: Bóg Ojciec, Syn Boży i Duch Święty. Powiązanie tych osób oraz człowieczeństwo Syna Bożego były przedmiotami sporów i dzielą różne wyznania;
- zbawienie – możliwość osiągnięcia raju; zbawienie zwykle jest wiązane ze zmartwychwstaniem ciał;
- piekło, choć niektóre wyznania uznają zamiast tego śmierć niektórych dusz (anihilacjonizm) lub nieuchronność zbawienia (apokatastazę);
- paruzję – powrót Jezusa powiązany z sądem ostatecznym.

Obrzędem charakterystycznym dla chrześcijaństwa jest chrzest – podstawowy element inicjacji, związany z użyciem wody, choć część wyznań używa tego pojęcia w szerszym znaczeniu. Kościoły mają różne zdania o warunkach ważności chrztu, np. kto może go udzielać i czy może go przyjąć dziecko.
W kolejnych epokach historycznych chrześcijaństwo upowszechniało się na różnych terenach, ale też dzieliło (fragmentowało) lub zanikało. Jezus z Nazaretu pierwotnie głosił swoją religię w rodzinnej Galilei i sąsiedniej Judei, głównie wśród Żydów. Najbliżsi uczniowie Jezusa – apostołowie – kontynuowali to dzieło zwane ewangelizacją, także wśród przedstawicieli innych narodowości oraz wyznań, czasem nazywanych pogańskimi. Część apostołów współtworzyła Nowy Testament; razem ze swoimi następcami znaleźli wyznawców w Cesarstwie i innych krajach jak Armenia, Aksum, Iran czy Indie. W IV wieku w kilku państwach chrześcijaństwo stało się religią dominującą; wyparło tak wcześniejsze politeizmy naturalne, jednak nie zastąpiło całkiem judaizmu. W średniowieczu chrzest przyjmowały kolejne ludy Europy – m.in. germańskie, celtyckie, słowiańskie, bałtyckie i uralskie, na co miały wpływ Cesarstwo Bizantyńskie i Pierwsza Rzesza Niemiecka. W tej samej epoce pojawił się inspirowany chrześcijaństwem islam, który wyparł religię Jezusa z Bliskiego Wschodu, Afryki Północnej i części Półwyspu Iberyjskiego. Ten ostatni był odzyskany przez państwa chrześcijańskie w ramach rekonkwisty; próbowały też zdobyć Palestynę w ramach krucjat, co udało się tylko tymczasowo. W czasach nowożytnych chrześcijaństwo rozpowszechniło się na nowych terenach za sprawą wielkich odkryć geograficznych, ekspansji terytorialnej Rosji, innych form kolonializmu i pokojowego misjonarstwa. Religia ta oprócz Europy i Etiopii zdominowała:
- inne części Starego Świata – obszary Afryki Subsaharyjskiej i Azji jak Syberia, Filipiny i Timor Wschodni
- Nowy Świat – Ameryki, kontynent Australii i Oceanię

Oprócz tego w Korei Południowej chrześcijaństwo stało się religią najpopularniejszą, choć nie większościową. Próby chrystianizacji Japonii nie powiodły się przez państwowe prześladowania trwające do XIX wieku.
Z drugiej strony nowożytność przyniosła dalszą krytykę chrześcijaństwa, opartą m.in. na hasłach racjonalizmu i sceptycyzmu naukowego. Najpóźniej w XVII wieku w krajach chrześcijańskich pojawili się zdeklarowani ateiści i zaczęto postulować tolerancję dla nich. XVIII-wieczne oświecenie to czas nasilonej krytyki chrześcijaństwa, która w czasach rewolucji francuskiej doprowadziła do krwawych starć. XIX i XX wiek to czasy sekularyzacji, szczególnie silnej w krajach socjalistycznych jak bolszewicka Rosja, powstały z niej Związek Radziecki oraz jego państwa satelickie i sojusznicze. Po jesieni ludów i końcu zimnej wojny państwowa walka z religią ustała w części krajów historycznie chrześcijańskich, jednak nie we wszystkich – ateizm państwowy ostał się na Kubie. Pojawiły się też inne ruchy krytyczne jak nowy ateizm. Krytyce poddano nie tylko wierzenia historyczne i metafizyczne chrześcijaństwa, ale też poglądy etyczne większości Kościołów i autorów Biblii. Powstał szereg ruchów feministycznych, na rzecz emancypacji osób queer (LGBTQ+) i zwierząt nieludzkich; część tych ruchów krytykuje najpopularniejsze wyznania chrześcijańskie, Biblię i samego Jezusa, zarzucając im seksizm, mizoginię, patriarchalizm, homofobię, transfobię i szowinizm gatunkowy. Stosunek do chrześcijaństwa stał się jedną z głównych osi sporów politycznych między prawicą a lewicą. Niektóre kraje historycznie chrześcijańskie jak Czechy i Estonia stały się w większości niereligijne.
W latach 20. XXI wieku chrześcijaństwo pozostaje największą religią świata, skupiającą 32% ludności, z czego ponad połowa to katolicy, ponad jedna trzecia – protestanci, a większość pozostałych prawosławni.

## Pierwotna doktryna
Zgodnie z najstarszymi Credo (IV w. n.e.) Jezus jest współistotny z Bogiem judaizmu i nosi boski tytuł – Pan (Kyrios, Adonai), którego to rzeczownika żydzi i zdecydowana większość chrześcijan używają jako zamiennika imienia własnego samego Stwórcy.
Wyznawanie wiary w Jezusa, wyrażające się w uważaniu go za mesjasza i syna Bożego, wiary w jego odkupieńczą śmierć i zmartwychwstanie, jest dla chrześcijan podstawową drogą zbawienia (por. Rz 10,9).
Przekazywanie depozytu wiary chrześcijaństwo urzeczywistniało najpierw poprzez ustne przepowiadanie kerygmatu oraz przez pisma apostolskie, spisane za życia apostołów, czyli pierwszych dwunastu uczniów Jezusa, których wybrał jako nowych patriarchów Kościoła – Ludu Bożego Nowego Przymierza, na wzór 12 pokoleń Jakuba. Odczytywano je razem z Biblią hebrajską (na początku głównie Proroków) na uroczystych zebraniach niedzielnych.
Po śmierci apostołów i po długim procesie rozeznawania, ustalono kanon pism apostolskich uznanych za autentyczne. Według niektórych wyznań (prawosławny i rzymskokatolicki) dalszy przekaz wiary dokonuje się przez Tradycję – która wyjaśnia pisma Nowego Testamentu, i której podstawowe prawdy zostały sformułowane na pierwszych czterech soborach powszechnych chrześcijaństwa niepodzielonego.
Świętem, obchodzonym jako pierwsze w chrześcijaństwie oraz uznawanym za najważniejsze przez większość chrześcijan, jest Wielkanoc (Pascha), obchodzona w niedzielę na pamiątkę zmartwychwstania Chrystusa – ukoronowania obiektywnego dzieła zbawienia.

## Nazwa i symbolika
Zgodnie z Dziejami Apostolskimi (11,26) „W Antiochii po raz pierwszy nazwano uczniów chrześcijanami” (gr. Χριστιανός). Określenie to pochodziło prawdopodobnie z kręgów pogańskich i miało początkowo negatywny wydźwięk. Z czasem zaczęło wyrażać odrębność wierzących w Jezusa Chrystusa (wcześniejsze terminy to „wierzący”, „uczniowie”).
Pierwsze użycie terminu chrześcijaństwo (gr. Χριστιανισμός) w tekście biblijnym odnotowano w Dziejach Apostolskich (Dz 26,28). Pojawia się ono również u Tertuliana, Grzegorza z Nyssy i u innych pisarzy wczesnochrześcijańskich.
Pierwotnie symbolem chrześcijaństwa, a właściwie znakiem rozpoznawczym była ryba, jako graficzne przedstawienie akrostychu ICHTYS (po grec. Ichtys oznacza rybę), w którym każda z jego pięciu liter początkuje najbardziej istotne określenia Boga Człowieka: Jesus ChristosTheu Hijos Sóter (Jezus, Chrystus, Syn Boga, Zbawiciel). 
Dopiero w IV w. po Konstantynie Wielkim z chrześcijaństwem łączono symbol krzyża. Nawiązano w ten sposób do dwóch pierwszych liter greckich słowa Christos (Χ – chi i Ρ – ro), a następnie również do ukrzyżowania Jezusa.

## Podstawy wiary
Chrześcijaństwo jest objawioną religią monoteistyczną, która bierze swój początek od Jezusa z Nazaretu. Według wiary chrześcijańskiej, Bóg objawiał się ludzkości stopniowo w historii Izraela i Kościoła. Proces ten swą pełnię osiągnął w Jezusie Chrystusie. Wraz z judaizmem chrześcijanie wyznają, że Bóg jest jeden i że jest Stwórcą świata widzialnego i niewidzialnego, duchowego, i jest transcendentny wobec niego. Człowiek jest koroną stworzenia, obrazem Boga, ukazującym umysł Twórcy. Jednak obecna egzystencja człowieka jest w konflikcie z pierwotnym zamiarem stwórczym Boga. Konflikt ten nie może być usunięty ludzkimi siłami, z powodu grzechu pierworodnego, który sprawił, że człowiek żyje w alienacji, łamiąc Prawo Boże i sprawiedliwość i jest poddany grzechowi i śmierci. Bóg odpowiedział na ten stan poprzez Wcielenie swego Syna, Słowo, które stało się ciałem (J 1, 14). Przynajmniej od soboru nicejskiego (325) częścią chrześcijańskiej ortodoksji jest wiara, że Jezus Chrystus jest odwiecznym Synem Bożym, równym co do istoty Bogu Ojcu, a zatem Bóg jest jeden w istocie, troisty w osobach (hipostazach): jako Bóg Ojciec, Syn Boży (Jezus) i Duch Święty. W ciągu wieków istnienia chrześcijaństwa kanon wiary był różnie definiowany przez teologów. Jednak absolutne minimum, którego już nie można zredukować, by nie wyjść poza chrześcijaństwo, jest wiara w to, że poprzez życie, śmierć i zmartwychwstanie Chrystusa Bóg przyniósł światu zbawienie.
Każda z osób Bożych ma tę samą, jedną boską istotę (naturę) i pozostaje we wzajemnej relacji osobowej na zasadzie pochodzeń: Bóg Ojciec stanowi zasadę pochodzenia dla Syna, a razem z nim (wspólnie – łac. filioque – w tradycji zachodniej, przez Syna – łac. per filium – w tradycji wschodniej) dla Ducha Świętego.
W III w. n.e. w łonie chrześcijaństwa w ramach dyskusji chrystologicznych pojawiła się nauka arianizmu, głosząca, że Jezus Chrystus, Syn Boży, nie jest równy Ojcu i jest jemu podporządkowany. Pogląd ten został przez autorytet apostolski Kościoła odrzucony jako herezja już na soborze w Nicei w 325 r., co zostało zapisane w symbolu nicejskim, a następnie potwierdzone przez sobór konstantynopolitański I (381 r.) w Nicejsko-konstantynopolitańskim wyznaniu wiary.
Jednorodzony Syn Ojca, który „stał się człowiekiem” w Jezusie Chrystusie, przez swą śmierć i zmartwychwstanie dokonał dzieła odkupienia człowieka i świata, dając ludziom, którzy wierzą, zbawienie i życie wieczne. Chrześcijanie oczekują powszechnego zmartwychwstania oraz sądu ostatecznego, na którym nastąpi podział na zbawionych i potępionych.
W najbardziej elementarnej postaci doktryna ta została wyrażona w symbolach wiary: nicejsko-konstantynopolitańskim, apostolskim i atanazjańskim. Wyznacznikiem wiary chrześcijańskiej są orzeczenia siedmiu soborów powszechnych, na których sformułowano podstawowe dogmaty: o boskości Syna Bożego (sobór nicejski I – 325 rok), o boskości Ducha Świętego (sobór konstantynopolitański I – 381 rok), o godności Marii jako „Theotokos, Matce Bożej” (sobór efeski – 431 rok) i o dwóch naturach Chrystusa (sobór chalcedoński – 451 rok). Ostatniego ze wspomnianych dogmatów nie przyjmują Kościoły tzw. monofizyckie.
Podstawowym przykazaniem etycznym chrześcijan oprócz przykazań Dekalogu jest przykazanie miłości Boga oraz bliźniego (w tym nieprzyjaciół). Miłość polega nie na akceptacji grzechu, ale nieżywieniu negatywnych uczuć względem źle czyniących, krzywdzących, nieszukaniu odwetu, ale pozostawieniu człowiekowi prawa do wyboru własnej drogi, do wolności, którą każdy powinien szanować, podobnie jak Bóg to czyni względem każdego człowieka.
W myśl nauczania, w żadnym wypadku nie oznacza to wspierania drugiego człowieka w czynieniu zła. Jeżeli jednak zechce czynić dobro, jest bratem, któremu chrześcijanin winien nieść podstawową pomoc w zależności od możliwości, nie zaniedbując własnego zbawienia. To dobro każdy chrześcijanin ma mnożyć w codziennym życiu, w każdym miejscu, w każdym czasie, dając przykład życia uczciwego, mówiąc prawdę, na zło odpowiadając życzliwą stanowczością, pokonując własny lęk, słabość, doskonaląc się w dobroci i życzliwości, odcinając się odważnie od wszelkich złych zachowań, nawet gdyby to miało kosztować wiele.

## Statystyki

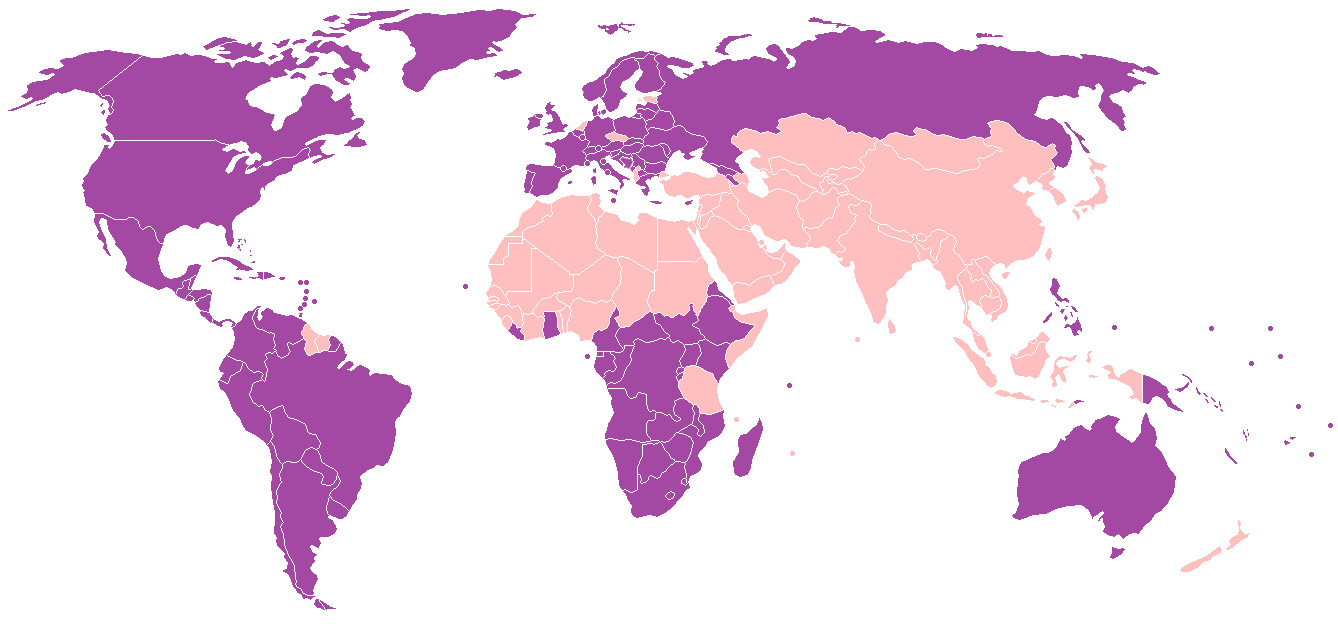
Kraje z większością chrześcijańską

Chrześcijaństwo na świecie

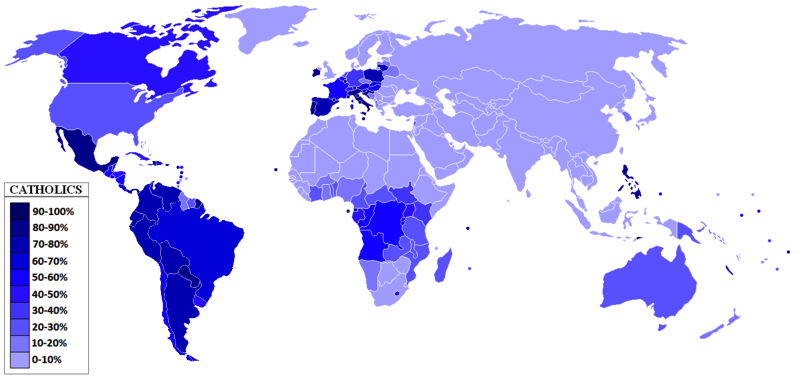
Katolicyzm na świecie

Protestantyzm na świecie (2010)

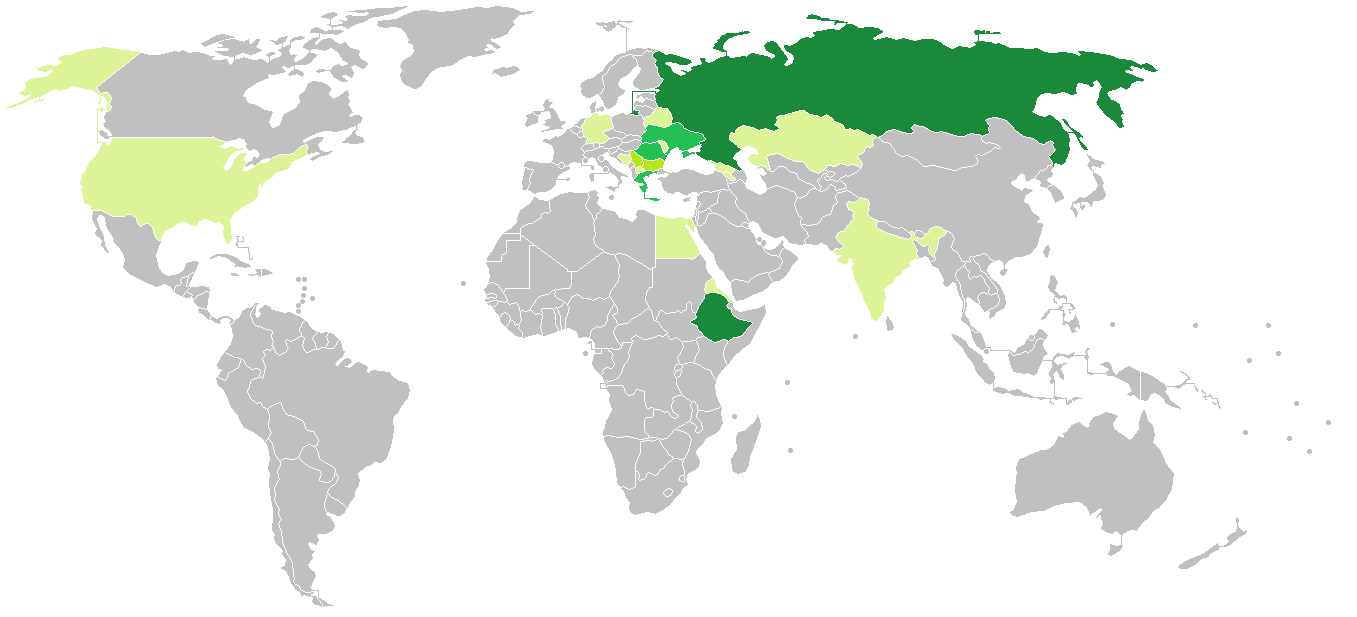
Chrześcijaństwo wschodnie na świecie

Chrześcijaństwo jest obecnie najliczniej reprezentowaną religią na świecie.
Dziś istnieje już 41 tys. odłamów i wspólnot kościelnych. Liczbę tę zawyżają liczne niezależnie działające, choć pokrewne wspólnoty protestanckie; często wymienia się 21 nurtów (tradycji) protestanckich.
Bardzo trudno jest szacować dokładną liczebność wyznawców chrześcijaństwa, ponieważ wiele z odłamów prowadzi w różny sposób statystyki członkostwa, które często nie pokrywają się z liczbą praktykujących. Na przykład katolicyzm, gdzie się praktykuje chrzest niemowląt, uważa każdego ochrzczonego za swojego wyznawcę, nawet jeżeli został on członkiem innego wyznania bądź religii, a niekiedy nawet gdy dokonał oficjalnej apostazji. W Europie Północnej, gdzie protestantyzm jest wciąż religią państwową lub zachował się zwyczaj płacenia podatku kościelnego, praktykuje zaledwie kilka procent z nominalnych członków Kościoła. W wielu krajach Ameryki Łacińskiej i Filipin obserwuje się też wzajemne podbieranie konwertytów i częste zmiany wyznań, co skutkuje bardzo niskim poziomem wierności nowemu odłamowi (na poziomie 20–30% w skali roku).

### Nurty i denominacje
Według badań PEW Forum, z chrześcijaństwem identyfikuje się blisko 32% ludności świata (według raportu z 2011 r.). Według sprawozdania organizacji spośród blisko 2,2 miliarda chrześcijan wyróżnia się:
- ok. 1,1 mld katolików (50,1% wszystkich chrześcijan i 15,9% światowej populacji)
- ok. 800 mln protestantów (odpowiednio 36,7% i 11,6%), w tym:
  - ok. 279 mln zielonoświątkowców
  - ok. 215 mln ewangelikalnych
  - ok. 85 mln anglikanów[34]
  - ok. 80 mln ewangelików reformowanych[35]
  - ok. 77 mln luteranów
  - ok. 74 mln metodystów
  - ok. 72 mln baptystów (według danych samego Kościoła około 100 mln[36])
  - ok. 21 mln adwentystów (99% z nich zrzesza Kościół Adwentystów Dnia Siódmego)[37]
- ok. 260 mln prawosławnych i wiernych kościołów orientalnych (odpowiednio 11,9% i 3,8%)
- ok. 16,4 mln mormonów (głównie Kościół Jezusa Chrystusa Świętych w Dniach Ostatnich i Społeczność Chrystusa) – 0,7%
- ok. 8,7 mln Świadków Jehowy[38] (0,4%)
- ok. 2 mln członków Stowarzyszenia Nauki Chrześcijańskiej (0,1%)
- wspólnoty chrześcijańskie niezarejestrowane
- różnego rodzaju sekty pochodzenia chrześcijańskiego[39]

Należy wziąć pod uwagę, że 305 mln chrześcijan należy do różnych ruchów charyzmatycznych wewnątrz swoich odłamów (np. ruch Odnowy w Duchu Świętym wewnątrz katolicyzmu), stąd często można spotkać wyższe wartości chrześcijan charyzmatycznych.
Najwięcej chrześcijan (36,8%) żyje w obu Amerykach, z tym że dystrybucja jest różna dla każdej grupy odłamów. Najwięcej chrześcijan żyje w Stanach Zjednoczonych (246,8 mln), Brazylii (175,8 mln) i Meksyku (107,8 mln). Krajami posiadającymi najliczniejszą mniejszość chrześcijańską są Chiny (67 mln), Indie (31,9 mln) i Indonezja (21,2 mln).
Katolicyzm jest najbardziej na świecie rozpowszechnionym odłamem chrześcijaństwa, obecnym przede wszystkim w Ameryce (47,5% wszystkich katolików), Europie (23,9%), Afryce Subsaharyjskiej (16,1%) i w niektórych krajach Azji (przede wszystkim Filipiny, Timor Wschodni i Liban, duże mniejszości także w Chinach, Wietnamie, Korei i Indonezji). Ponad 12% populacji katolików mieszka w Brazylii (3/4 miejscowych chrześcijan). Polska jest ósmym na świecie i trzecim w Europie krajem pod względem populacji katolickiej. 
Jeden na pięciu protestantów mieszka w Stanach Zjednoczonych (blisko 160 mln), jeden na trzech w Afryce Subsaharyjskiej (najwięcej w Nigerii – 59,7 mln). Historycznie odłamy protestantyzmu dominują także w Europie Północnej. W Ameryce Łacińskiej i Azji można spotkać spore mniejszości protestanckie (największe w Chinach, Brazylii i Indiach).
Wyznawcy kościołów wschodnich dominują w Europie Wschodniej, Azji północnej, w Etiopii, i są najliczniejszą grupą chrześcijan na Bliskim Wschodzie. Ponad 100 mln prawosławnych mieszka w Rosji. Krajem z największą liczbą wyznawców Kościołów orientalnych jest Etiopia (36 mln). Jedynie jeszcze w Erytrei i Armenii wyznawcy Kościołów orientalnych są największą grupą religijną.
Według Międzynarodowego Biuletynu Badań Misyjnych („International Bullettin of Missionary Research”) dziennie przybywa 80 tysięcy chrześcijan.

## Kryteria przynależności

### Pierwsze wieki
Historycznie w ciągu pierwszych sześciu wieków istnienia chrześcijaństwa przekaz wiary był podstawowym kryterium przynależności. Czystość wiary, kerygmat, był strzeżony bardzo ściśle jako wyraz jedności uczniów Chrystusa i Kościołów lokalnych w całej „oikumene” – w całym Kościele powszechnym. Chrześcijanie przekazywali swoim uczniom dokładnie to, co przejęli od tych, którzy im głosili wiarę. Tak rozumiał swoją misję apostolską św. Paweł:

(1) Przypominam, bracia, Ewangelię, którą wam głosiłem, którąście przyjęli i w której też trwacie. (2) Przez nią również będziecie zbawieni, jeżeli ją zachowacie tak, jak wam rozkazałem... Chyba żebyście uwierzyli na próżno. (3) Przekazałem wam na początku to, co przejąłem; że Chrystus umarł – zgodnie z Pismem – za nasze grzechy, (4) że został pogrzebany, że zmartwychwstał trzeciego dnia, zgodnie z Pismem; (5) i że ukazał się Kefasowi, a potem Dwunastu, (6) później zjawił się więcej niż pięciuset braciom równocześnie; większość z nich żyje dotąd, niektórzy zaś pomarli. (7) Potem ukazał się Jakubowi, później wszystkim apostołom. (8) W końcu, już po wszystkich, ukazał się także i mnie jako poronionemu płodowi. (9) Jestem bowiem najmniejszy ze wszystkich apostołów i niegodzien zwać się apostołem, bo prześladowałem Kościół Boży. (10) Lecz za łaską Boga jestem tym, czym jestem, a dana mi łaska Jego nie okazała się daremna; przeciwnie, pracowałem więcej od nich wszystkich, nie ja, co prawda, lecz łaska Boża ze mną. (11) Tak więc czy to ja, czy inni, tak nauczamy i tak wyście uwierzyli. (12) Jeżeli zatem głosi się, że Chrystus zmartwychwstał, to dlaczego twierdzą niektórzy spośród was, że nie ma zmartwychwstania? (13) Jeśli nie ma zmartwychwstania, to i Chrystus nie zmartwychwstał. (14) A jeśli Chrystus nie zmartwychwstał, daremne jest nasze nauczanie, próżna jest także wasza wiara. (15) Okazuje się bowiem, żeśmy byli fałszywymi świadkami Boga, skoro umarli nie zmartwychwstają, przeciwko Bogu świadczyliśmy, że z martwych wskrzesił Chrystusa (1 Kor 15, 1-15; tł. BT).

Chrześcijaństwo rozumiało samo siebie jako wspólnotę wyznającą tę samą wiarę, jako Kościół mający następujące cechy: jedność, świętość, katolickość (powszechność) i apostolskość (Sukcesja apostolska) – ecclesia una, sancta, catholica, apostolica (Credo Nicejsko-konstantynopolitańskie, 381 r.). 
W odniesieniu do osób i grup wyznających wiarę w sposób uznany przez Kościół za heterodoksalny stosowano anatemę, która oznaczała usunięcie z Kościoła, równoznaczne z utratą prawa do używania nazwy „chrześcijański” przez owe osoby czy wspólnoty.
Podstawowe prawdy dogmatyczne na temat tajemnicy Chrystusa i Osób Trójcy Świętej zostały zdefiniowane na pierwszych czterech soborach powszechnych: nicejskim I (325), konstantynopolitańskim I (381), efeskim (431) i chalcedońskim (451).
Sobory te, niektóre wyznania, które współcześnie zalicza się do chrześcijańskich, uznały za niechrześcijańskie, jako zaprzeczające jakiejś istotnej prawdzie wiary chrześcijańskiej. Arianie zostali wyłączeni z chrześcijaństwa przez sobór nicejski I, pelagianie przez synody w Kartaginie, a następnie razem z Nestorianami przez sobór efeski.

### Konsekwencje Wielkiej schizmy i reformacji
W związku z podziałem chrześcijaństwa na prawosławie i katolicyzm, które w 1054 r. wzajemnie obłożyły się anatemami, a następnie wskutek rozbicia Kościoła katolickiego w czasie reformacji w XVI w., autorytet Magisterium Kościoła w obrębie całego chrześcijaństwa uległ dewaluacji. Odtąd poszczególne Kościoły i wspólnoty wyznaniowe strzegły własnej ortodoksji w ramach własnej jurysdykcji kościelnej.
Współcześnie wszystkie trzy wielkie nurty chrześcijaństwa: katolicyzm, prawosławie i tradycyjne wyznania protestanckie, jak luteranizm, kalwinizm i anglikanizm, przyjmują nauczanie chrystologiczne i trynitarne pierwszych czterech soborów powszechnych za wyznacznik przynależności do chrześcijaństwa. Chodzi przede wszystkim o wiarę w dwie natury Chrystusa: boską i ludzką, oraz o uznanie współistotności trzech Osób Boskich: Ojca, Syna i Ducha Świętego. Wiarę tę wyznaje się przy chrzcie.
Religioznawcy i eklezjolodzy stosują tu najczęściej następujące kryteria:
- dogmatykę, czyli naukę danego Kościoła
- kryteria historyczne
- obrządek, który wiąże się z tradycją liturgiczną
- stosunek do innych Kościołów (pozostawanie w unii, w schizmie)

### Związki wyznaniowe nie uznające soborów powszechnych
Wobec związków wyznaniowych, które nie uznają ustaleń soborów powszechnych, powyższe kryteria są niemożliwe do zastosowania.
Dotyczy to zwłaszcza powstałych w XIX w. z nurtu protestanckiego takich grup religijnych, jak mormoni oraz Świadkowie Jehowy i inne wyznania wywodzące się z Badaczy Pisma Świętego. Uznają synostwo Boże Jezusa Chrystusa, lecz nie uznają dogmatu o Trójcy Świętej.
Nie wszystkie wyznania uznające się za chrześcijańskie mają ramy organizacyjne czy choćby sprecyzowaną doktrynę, wobec czego ich klasyfikacja nie może być doskonała i w pełni obiektywna. Stosuje się podziały na podstawie stosunku danego wyznania do konkretnej kwestii teologicznej (typu „a – nie-a”, np. monofizytyzm – diofizytyzm, trynitaryzm – antytrynitaryzm itd.), ale żaden taki podział nie jest wyczerpujący, ponieważ pozostawia wiele wyznań, dla których dana kwestia jest obojętna. Istnieją również poglądy teologiczne, które wymykają się wszelkim klasyfikacjom, ponieważ zajmują pozycję całkowicie autonomiczną. Dlatego w klasyfikacji wyznań chrześcijańskich często stosowany jest podział oparty na tradycji.
Podobny problem odrzucenia klasycznych kryteriów przynależności do chrześcijaństwa występuje w nowych, synkretycznych ruchach religijnych, które też uważają się za chrześcijańskie.

## Klasyfikacja wyznań chrześcijańskich
Chrześcijanie wierzą w jeden Kościół powszechny ustanowiony przez Jezusa, jako wspólnotę ludzi wierzących i dążących do zbawienia. Część z nich uważa, że owym Kościołem jest zgromadzenie, do którego należą (chrześcijanie ekskluzywni), a inna część, że Kościołem tym jest niewidzialna wspólnota ludzi połączonych wspólną wiarą, należących do różnych wyznań (chrześcijanie inkluzywni). W skrajnym ujęciu pierwsze podejście skłania do odmawiania innym wyznaniom prawa do nazywania się chrześcijańskimi oraz prozelityzmu – nakłaniania innowierców do przyjęcia swoich wyznawanych wartości i wynikających z nich zasad moralnych. Drugie skłania do prawidłowo pojmowanego ekumenizmu oraz dostrzegania w innych wyznaniach inspirujących wartości. Ponieważ w ramach chrześcijaństwa funkcjonuje wiele wyznań, te wewnętrzne podziały mogą być przez wiernych traktowane albo jako największa rana współczesnego chrześcijaństwa, albo jako jego bogactwo i wartość.
Klasyczny podział dzieli chrześcijaństwo na trzy główne odłamy:
- katolicyzm – obejmujący przede wszystkim Kościół katolicki wraz z obrządkami – łacińskim, greckokatolickim i innymi wschodnimi, wyznania starokatolickie, w tym mariawityzm, oraz nurty tradycjonalistyczne i liberalne
- Kościoły wschodnie – do której zaliczamy prawosławie w tym staroobrzędowcy oraz Kościoły orientalne i asyryjskie
- protestantyzm – szereg wyznań wywodzących się z XVI-wiecznej Reformacji, w tym luteranizm, kalwinizm, baptyzm, metodyzm, adwentyzm i pentekostalizm, a także protestancki nurt anglikanizmu. Do Kościołów protestanckich zalicza się też najstarsze z nich, jeszcze przedreformacyjne zbory waldensów i husytów, istniejące od czasów średniowiecznych myślicieli: Piotra Waldo i Jana Husa; od tego ostatniego wyłoniła się też Jednota bratři českých („bracia czescy”), która w czasach reformacji przyłączyła się do protestantyzmu

Ponadto często wyróżnia się jeszcze:
- anglikanizm (obejmujący m.in. Kościoły episkopalne) często wyróżnia się jako czwarty nurt chrześcijaństwa, „drogę środka” (via media) między katolicyzmem a protestantyzmem, będący w komunii zarówno kościołami starokatolickimi (nurt katolicki), jak i luterańskimi w ramach Wspólnoty Porvoo (nurt protestancki)
- wyznania antytrynitarne – nie uznające doktryny o Trójcy Świętej
- niezarejestrowane wspólnoty żyjące na wzór pierwszych chrześcijan[45]

Ze względu na mnogość istniejących wyznań chrześcijańskich nie można mówić o jednolitym przywództwie wśród chrześcijan.

## Inne wspólnoty wywodzące się z chrześcijaństwa
Na świecie istnieje również wiele religii wywodzących się historycznie z chrześcijaństwa (założycielami byli członkowie różnych Kościołów chrześcijańskich), ale częściowo lub całkowicie odchodzących od podstawowych doktryn właściwych chrześcijaństwu.
Przykładem może być antropozofia Rudolfa Steinera, przyjmująca reinkarnację. Z kolei w Stanach Zjednoczonych powstał Kościół Jezusa Chrystusa Świętych w Dniach Ostatnich, którego wyznawcy nazywani są mormonami, gdyż obok Biblii uznają jeszcze Księgę Mormona – według wyznawców tej religii jej autorami są Żydzi, którzy wywędrowali z Jerozolimy do Ameryki w VI wieku przed Chrystusem.

## Chrześcijaństwo amasoneria
Nauka chrześcijańska, w której Jezus Chrystus jest sprawcą zbawienia, jest nie do pogodzenia z deistyczną masońską koncepcją samozbawienia. Kościół katolicki, Kościoły wschodnie i konserwatywne Kościoły protestanckie mają do wolnomularstwa stosunek negatywny. W praktyce zakazy przynależności są często łamane. Wśród duchownych Kościołów liberalnych zdarzają się masoni. Zarzuca się im chęć zatarcia różnic między chrześcijaństwem a innymi religiami oraz zniszczenia tradycyjnych Kościołów. Istnieje pogląd, że mormonizm zrodził się z inspiracji masońskiej. Według jednej z legend masońskich sam Jezus miałby być masonem.

## Prześladowania chrześcijan
Współcześnie w wielu krajach świata dochodzi do prześladowań chrześcijan z powodu wyznawanej przez nich wiary. Według raportu organizacji Pomoc Kościołowi w Potrzebie chrześcijanie są dyskryminowani w ponad 70 krajach świata. Według tego opracowania prześladowania dotyczą ok. 200 mln osób, zaś rocznie ginie ok. 170 tys. osób. Najtrudniejsze warunki panują w takich krajach, jak Afganistan, Erytrea, Chińska Republika Ludowa, Korea Północna, Mjanma, Pakistan, Nigeria, Sudan, Wietnam i Zimbabwe. Przedstawiciele organizacji Pomoc Kościołowi w Potrzebie twierdzą, że obecnie chrześcijaństwo jest najbardziej prześladowaną religią na świecie.
W 2011 roku – według agencji informacyjnej Idea oraz Dzieła Pomocy Prześladowanym Chrześcijanom „Open Doors” – na całym świecie jest prześladowanych 100 mln chrześcijan. Takie same dane podał w 2010 roku Frankfurter Allgemeine Zeitung, dodając, że sytuacja chrześcijan jest najtrudniejsza w krajach takich jak Iran, Arabia Saudyjska, Somalia, Malediwy, Afganistan, Jemen, Mauretania, Laos i Uzbekistan. Zjawisko spotkało się m.in. z odpowiedzią Unii Europejskiej w postaci rezolucji Parlamentu Europejskiego, która potępiła akty przemocy wobec wyznawców wszelkich religii.
W 2011 roku Obserwatorium Nietolerancji i Dyskryminacji Chrześcijan w Europie opublikowało raport na temat dyskryminacji chrześcijan w Europie w latach 2005–2010. Tematyka współczesnych prześladowań poruszana jest w audycji „Kirche in Not”. 
Swoją opinię o dyskryminacji chrześcijan (głównie katolików) w Polsce przygotowała dla ONZ fundacja Ordo Iuris.

## Kobiety w chrześcijaństwie
Podstawowa chrześcijańska wizja kobiety, jej ról w rodzinie, społeczeństwie i Kościele, podkreśla jej równość z mężczyzną w odniesieniu do godności ludzkiej i zbawienia. Według Biblii zarówno mężczyzna, jak i kobieta zostali stworzeni na Boży obraz, mieli udział w relacji z Bogiem, a także współdzielili odpowiedzialność za dar życia i wychowywanie potomstwa oraz panowanie nad stworzeniem:
A wreszcie rzekł Bóg: „Uczyńmy człowieka na Nasz obraz, podobnego Nam. Niech panuje nad rybami morskimi, nad ptactwem powietrznym, nad bydłem, nad ziemią i nad wszystkimi zwierzętami pełzającymi po ziemi!” Stworzył więc Bóg człowieka na swój obraz, na obraz Boży go stworzył: stworzył mężczyznę i niewiastę. Po czym Bóg im błogosławił, mówiąc do nich: „Bądźcie płodni i rozmnażajcie się, abyście zaludnili ziemię i uczynili ją sobie poddaną; abyście panowali nad rybami morskimi, nad ptactwem powietrznym i nad wszystkimi zwierzętami pełzającymi po ziemi” (Księga Rodzaju 1,26-28)
Oto rodowód potomków Adama. Gdy Bóg stworzył człowieka, na podobieństwo Boga stworzył go; stworzył mężczyznę i niewiastę, pobłogosławił ich i dał im nazwę „ludzie”, wtedy gdy ich stworzył. (Księga Rodzaju 5, 1-2)
Nie ma już Żyda ani poganina, nie ma już niewolnika ani człowieka wolnego, nie ma już mężczyzny ani kobiety, wszyscy bowiem jesteście kimś jednym w Chrystusie Jezusie. (List do Galatów 3, 28)
Potem Pan Bóg rzekł: „Nie jest dobrze, żeby mężczyzna był sam, uczynię mu zatem odpowiednią dla niego pomoc”. Ulepiwszy z gleby wszelkie zwierzęta lądowe i wszelkie ptaki powietrzne, Pan Bóg przyprowadził je do mężczyzny, aby przekonać się, jaką on da im nazwę. Każde jednak zwierzę, które określił mężczyzna, otrzymało nazwę „istota żywa”*. I tak mężczyzna dał nazwy wszelkiemu bydłu, ptakom powietrznym i wszelkiemu zwierzęciu polnemu, ale nie znalazła się pomoc odpowiednia dla mężczyzny (Księga Rodzaju 2, 18-20)
Adam nie znajduje odpowiedniej pomocy w zwierzętach, staje się nią kobieta. Według R. Davida Freedmana etymologiczne tłumaczenie zwrotu z Rdz 2, 20 „pomoc odpowiednia” (hebr. ezer kenegdo) powinno brzmieć „moc/siła odpowiadająca” mężczyźnie, co uwypukla równość i stosowność kobiety, dzięki którym uśmierzy ona samotność mężczyzny. Jednocześnie chrześcijaństwo wskazuje oczywisty fakt, że obie płcie nie są identyczne. Różnice dają możliwość wzajemnego uzupełniania się, komplementarności.